# Ikumi Nakamura
Ikumi Nakamura est une développeuse de jeux vidéo japonaise.

## Biographie
C'est chez Capcom, un studio de développement japonais, qu'Ikumi Nakamura commence sa carrière en 2006. Elle exercera le métier d'artiste pour les jeux Ōkami, Super Street Fighter IV et Marvel vs. Capcom 3.
Puis, elle est designeuse pour Bayonetta chez PlatinumGames, avant de rejoindre Tango Gameworks (fondé par Shinji Mikami). Durant cette période, elle est nommée artiste principale des survival horror : The Evil Within et The Evil Within 2, dans lesquels elle transmet son amour pour les films d'horreur comme la saga Hellraiser qu'elle affectionne particulièrement[réf. nécessaire]. 
Le directeur de Tango Gameworks, Shinji Mikami, voit alors en elle assez de potentiel pour assumer la responsabilité de directrice de la création de Ghostwire: Tokyo. Lors de l'E3 2019, elle présentera alors ce dernier seule au cours de la conférence Bethesda. Son intervention remarquée sur scène apporte un peu de renouveau à la conférence E3 de l'éditeur américain Bethesda. Elle se démarqua de par son air enjoué qui bouscula l'ambiance préformatée de la conférence.  
Alors que Ghostwire: Tokyo est en cours de développement, Ikumi Nakamura annonce qu'elle quitte Tango Gameworks en 2019. En mars 2021, elle crée un studio indépendant. Elle s'attache à la fonction de directrice artistique.

## Jeux
- 2006 : Ōkami
- 2009 : Bayonetta
- 2011 : Marvel vs. Capcom 3: Fate of Two Worlds
- 2012 : Street Fighter X Tekken
- 2014 : Super Street Fighter IV
- 2014 : The Evil Within
- 2016 : Street Fighter V
- 2017 : The Evil Within 2
- 2022 : Ghostwire: Tokyo[3].
- 2022 : Gungrave G.O.R.E (en)
- 2025 : Promise Mascot Agency